# Тромбетти, Альфредо
Альфре́до Тромбе́тти (итал. Alfredo Trombetti; 1866, Болонья — 1929, Лидо ди Венеция) — итальянский лингвист. Профессор семитской филологии и глоттологии. Наибольшую известность ему принесли исследования кавказских языков. В частности, Тромбетти выдвинул гипотезу о принадлежности нахско-дагестанских и сино-тибетских языков к единой сино-кавказской макросемье, а также о родстве баскского языка с картвельскими языками и о наличии в баскском языке субстрата общекавказской лексики. Кроме того, Тромбетти обнаружил значительное структурное сходство между этрусским языком и нахско-дагестанскими языками.
Тромбетти рассматривал и вопрос о всеобщем родстве языков. Однако степень научной доказательности этого положения, несмотря на огромный привлечённый материал и необыкновенную лингвистическую интуицию автора, оказалась минимальной, и общая оценка этих работ осталась отрицательной.

## Сочинения
- Alfredo Trombetti, L’unità d’origine del linguaggio, 1905, Bologna.